# تشيرو كابوانو
تشيرو كابوانو (بالإيطالية: Ciro Capuano)‏ (مواليد 10 أغسطس 1981 في نابولي - إيطاليا) لاعب كرة قدم إيطالي يلعب حاليا لصالح نادي الدرجة الأولى كاتانيا الإيطالي منذ 2009 في مركز الظهير الأيسر كما يجيد اللعب في مركز قلب الدفاع والوسط الأيسر.

## روابط خارجية
- تشيرو كابوانو على موقع قاعدة بيانات كرة القدم.إي يو (الإنجليزية)
- تشيرو كابوانو على موقع Soccerway.com (الإنجليزية)
- تشيرو كابوانو على موقع عالم كرة القدم.نت (الإنجليزية)
- تشيرو كابوانو على موقع كووورة
- تشيرو كابوانو على موقع AS.com (الإسبانية)